# Chvarena
Chvarena, novopersky farr, je avestánský výraz pro slávu, nádheru či lesk spojenou se sluncem a ohněm. Sekundárně také označuje dobrou štěstěnu nebo blahobyt ale také moc právoplatného vládce Íránu, jejíž ztráta ztráta provází jeho pád.
Poté, co mytický král Jima ztratil kvůli své pýše boží milost jeho chvarena se od něj po třech částech oddělila a byla rozebrána Mithrou, Thraétaonou Keresáspou. Chvareně je věnován v Avestě Zamjád jašt, v kterém se vypráví o sporu o její vlastnictví mezi Spenta Mainjuem a Angra Mainjuem během kterého se chvarena odebrala k mytickému jezeru Vourukaša. Tam se jí zmocnil Apam Napát a uložil ji do vody. Poté vyhlásil Ahura Mazda její výlov a slíbil že úspěšnému nalézci přinese chvarena zdar v kněžské, pastevecké a vojenské sféře. O její získání se pokusil Túránec Franrasjan, který se pro ni třikrát potopil ale ta mu vždy unikla, protože nebyl Árjou. Při pohybu chvareny se jezero rozvodnilo a vznikly tak různé řeky, včetně Haétumant, která stále obsahuje tento posvátný symbol.

## Etymologie a varianty
Slovo chvarena je avestánské a Jaan Puhvel jej vykládá jako „sluneční látka“ z pra-avestánského hvar „slunce“, příbuzného s védským svar a latinským sōl téhož významu. Lze se též setkat se zápisy xᵛarənah, khvarenah či khwarena. Z téhož období je doloženo také médské a staroperské farnah. Ve střední perštině se objevuje v podobě xwarra. Ve východoíránských jazycích se objevuje jako sogdijské farn, baktrijské far(r)o, chotánské phārra, v osetštině jako farnä and farn „mír, štěstí, hojnost“. V novoperštině se objevuje jako farr či farrah.